# 马铃薯饼
马铃薯饼（英語：Hash browns），簡稱薯餅，是一种将马铃薯切块、切丝、切条、切丁或切粒后油炸的马铃薯食品。是北美早餐的常見食品，人们将其放在铁板或网架上煎烤。薯饼一般是作为汉堡的配餐，或在早餐时食用。一些美式快餐店如麦当劳，在早餐时段会售卖薯饼。
目前市面流通的薯餅幾乎為工廠大量生產的產品，以冷藏、冷凍和脫水形式出售。

## 腳註